# Деркач, Андрей Владимирович
Андре́й Влади́мирович Дерка́ч (укр. Андрій Володимирович Деркач; 28 мая 1985, Борисполь, Украинская ССР, СССР) — украинский футболист, полузащитник

## Биография
Родился в г. Борисполь 28 мая 1985 года.
Андрей Деркач является воспитанником футбольной школы клуба «Борисфен». В составе команды «Борисфен» выступал в чемпионате Украины 2003/2004.
Играл в составе молодёжной сборной Украины. В 2005 году сыграл 4 матча.
Перед переходом в «Шахтёр» побывал на просмотрах в клубах российской Премьер-лиги. В 2005 году заключил контракт с донецким «Шахтёром», где в чемпионате Украины 2005/06 матчей за основной состав команды не проводил. После неудавшейся карьеры в «Шахтёре» выступал в ряде команд Первой лиги украинского чемпионата.
Выступал за ФК «Зимбру» (Молдавия). В составе молдавского клуба дебютировал в Лиге Европы УЕФА. Провел в общей сложности 4 матча в Лиге Европы.. В декабре 2012 года Деркач покинул состав 8-кратных чемпионов Молдавии.
В 2013 году выступал в Первой лиге чемпионата Украины за клуб «Полтава».
В августе 2016 возвращается в «Машъал», за который ране выступал в 2014-м году.

## Достижения
- Победитель Первой лиги Украины: 2008/09
- Бронзовый призёр чемпионата Молдавии: 2011/12